# Étangs de Latour
De Étangs de Latour (vijvers van Latour) is een natuurreservaat van ongeveer 10 hectare groot gelegen in de vallei van de Vire op het grondgebied van Latour, deelgemeente van Virton. In 1980 werd wat nu het reservaat is aangelegd als een overloopbekken voor de rivier om overstromingen te voorkomen stroomafwaarts in Latour en Saint-Mard. Al snel werd de waterplas een biotoop voor vele vogel- en plantensoorten. Het reservaat is vrij toegankelijk, er is een wandelpad omheen de waterplas en een schuilhut voor vogelspotters.

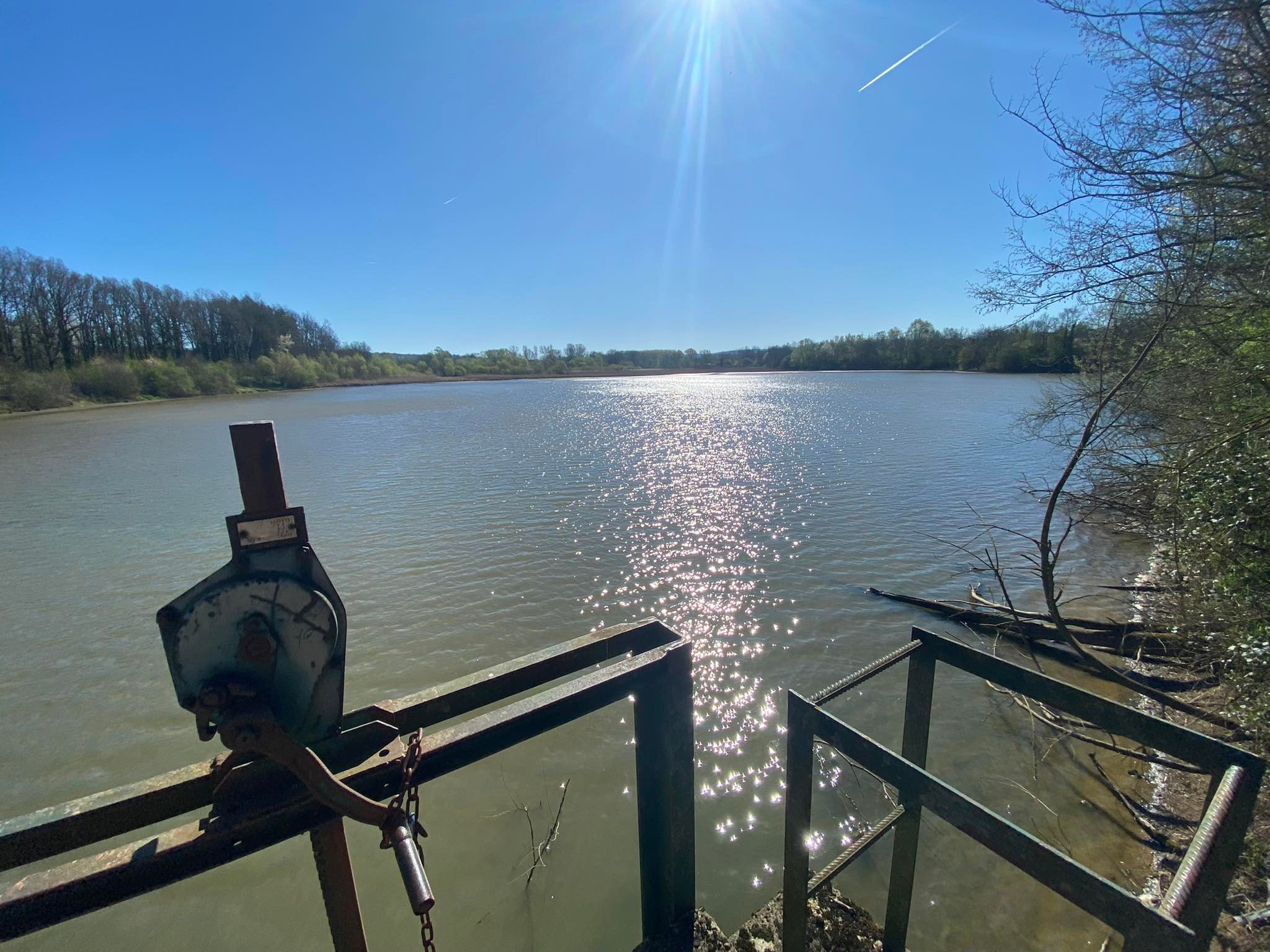
Etangs de Latour - het overloopbekken
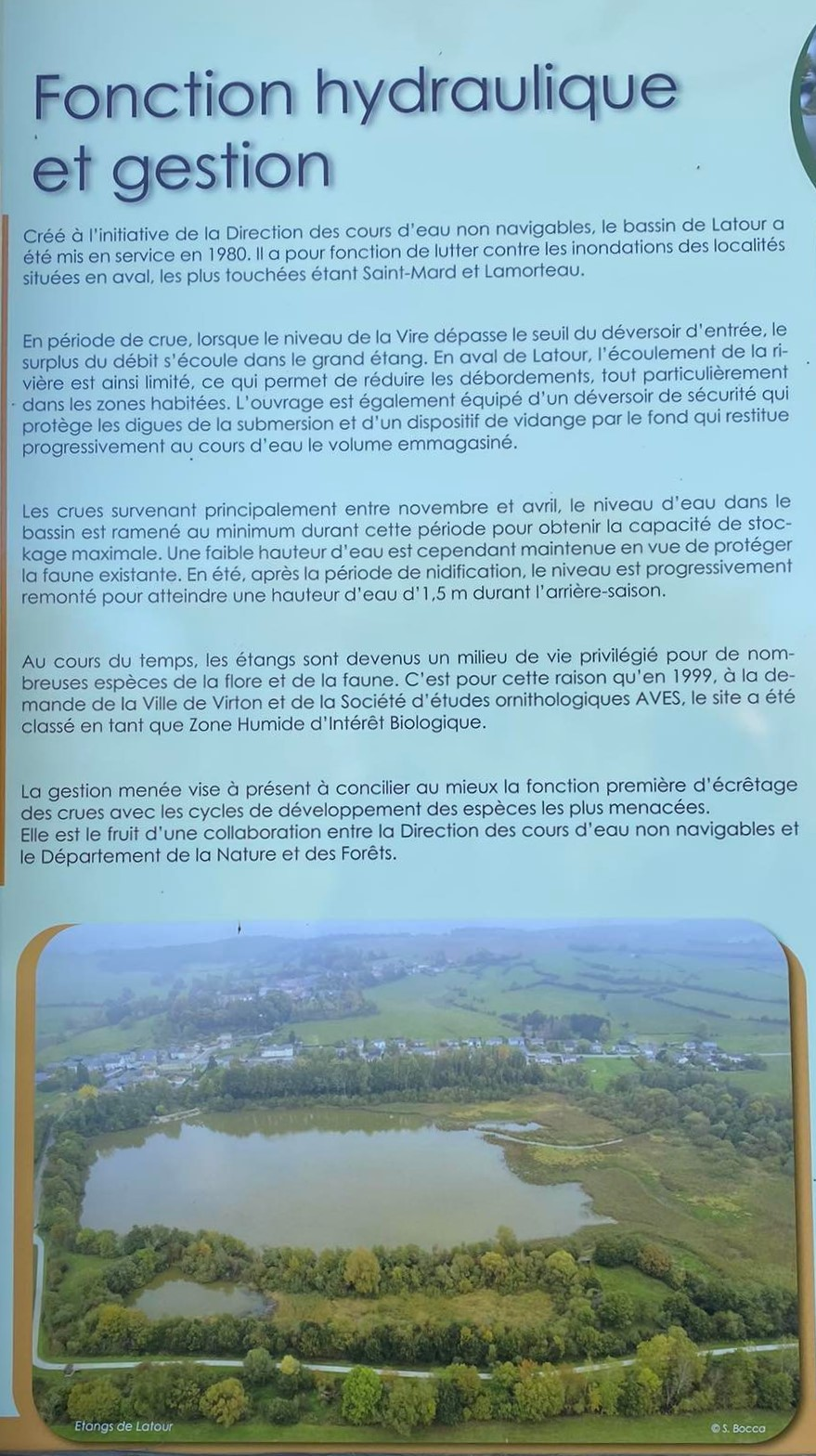
Etangs de Latour - infopaneel